# Renaixement (partit)
Renaixement (en francés: Renaissance, RE), és un partit polític liberal i centrista francès, inicialment conegut com En marxa!, i posteriorment La República en marxa!, abans d'adoptar el seu nom actual.

## Història
El partit va ser creat el 6 d'abril del 2016 per Emmanuel Macron, exministre d'Economia, Indústria i Afers Digitals, que després va ser escollit president a les eleccions presidencials franceses de 2017. Presentat com un partit proeuropeu, Macron considera RE com un moviment progressista, que uneix tant l'esquerra com la dreta. Després de les eleccions presidencials d'aquell any, el partit va presentar candidats a les eleccions legislatives franceses de 2017, incloent dissidents del Partit Socialista (PS) i Republicans (LR), així com partits menors. Va obtenir la majoria absoluta a l'Assemblea Nacional, assegurant-se 308 escons.
RE accepta la globalització i vol "modernitzar i moralitzar" la política francesa. El moviment generalment accepta membres d'altres partits a un ritme més elevat que altres partits polítics de França, i no imposa cap quota als membres que es vulguin unir. El partit és membre de Renew Europe, el grup parlamentari europeu, des del juny de 2019.
Emmanuel Macron, de Renaixement va qualificar-se per a la segona volta electoral a les eleccions presidencials franceses de 2017 i les eleccions presidencials franceses de 2022, derrotant en les dues ocasions Marine Le Pen, de Reagrupament Nacional (Front Nacional en 2017).
El 16 de maig de 2022 Emmanuel Macron va nomenar Élisabeth Borne com a primera ministra de França després de la renúncia de Jean Castex, la segona dona que accedeix al càrrec. Borne va liderar la coalició centrista Ensemble, que consistí en tres partits: Renaixement, el Moviment Demòcrata (MoDem) i Horitzons a les eleccions legislatives franceses de 2022 el juny que van donar lloc a un parlament en el que la coalició governant es va reduir a 251 escons de 346 tot i ser el bloc més gran del Parlament, però 38 per a la majoria absoluta. Incapaç de negociar cap acord amb els partits de l'oposició per formar una administració majoritària estable, Borne va formar oficialment un govern minoritari el juliol de 2022, que va viure tres mocions de censura a l'octubre. El 8 de gener de 2024 va presentar la seva renúncia com a primera ministra, i Gabriel Attal fou nomenat Primer Ministre.
L'ascens de Reagrupament Nacional a les eleccions al Parlament Europeu de 2024 va provocar que el President Macron dissolgués l'Assemblea Nacional convocant eleccions legislatives anticipades, en les que la coalició presidencial va incloure Renaixement, Horitzons, MoDem i Unió dels Demòcrates i Independents (UDI). Després del fracàs de Renaixement a les eleccions legislatives franceses de 2024, Gabriel Attal va anunciar la seva renúncia el dilluns 8 de juliol.

## Símbols

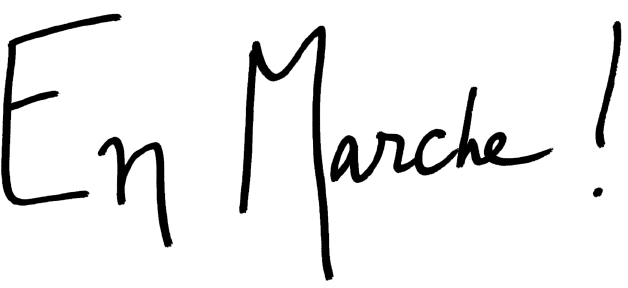
Primer logo, 8 d'abril de 2016
Segon logo, Febrer de 2017
Tercer logo, 7 de maig de 2017
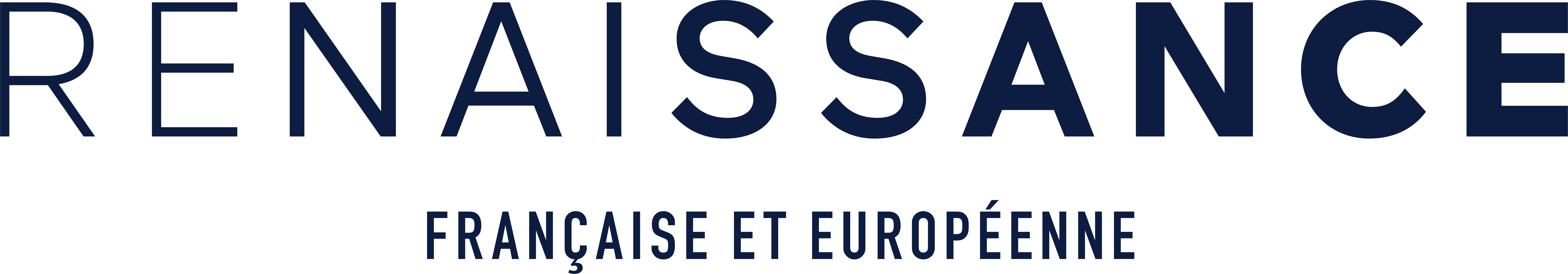
Nou logo, 2022

## Resultats electorals

### Eleccions presidencials
| Any  | Candidat  | 1a volta  | 1a volta | 1a volta | 2a volta   | 2a volta | 2a volta | Resultat |
| Any  | Candidat  | Vots      | %        | Pos.     | Vots       | %        | Pos.     | Resultat |
| ---- | --------- | --------- | -------- | -------- | ---------- | -------- | -------- | -------- |
| 2017 | E. Macron | 8,656,346 | 24.01    | 1r       | 20,743,128 | 66.10    | 1r       | Elegit   |
| 2022 | E. Macron | 9,783,058 | 27.85    | =        | 18,768,639 | 58.55    | =        | Elegit   |

### Eleccions legislatives
| Any  | Lider       | 1a volta  | 1a volta | 2a volta  | 2a volta | Escons    | +/− | Pos. | Govern  |
| Any  | Lider       | Vots      | %        | Vots      | %        | Escons    | +/− | Pos. | Govern  |
| ---- | ----------- | --------- | -------- | --------- | -------- | --------- | --- | ---- | ------- |
| 2017 | R. Ferrand  | 6,391,269 | 28.21    | 7,826,245 | 43.06    | 308 / 577 | 308 | 1r   | Majoria |
| 2022 | S. Guerini  | 5,857,364 | 25.71    | 8,003,240 | 38.57    | 133 / 577 | 175 | 1r   | Minoria |
| 2024 | S. Séjourné | 6,820,446 | 21.28    | 6,691,619 | 24.53    | 98 / 577  | 35  | 2n   | Minoria |

### Parlament Europeu
| Any  | Lider            | Vots          | %             | Escons  | +/− | Grup  |
| ---- | ---------------- | ------------- | ------------- | ------- | --- | ----- |
| 2019 | Nathalie Loiseau | Dins de Junts | Dins de Junts | 11 / 79 | Nou | Renew |
| 2024 | Valérie Hayer    | Dins de Junts | Dins de Junts | 5 / 81  | 7   | Renew |